# Baglihar-Talsperre
Die Baglihar-Talsperre ist eine Talsperre mit einem großen Wasserkraftwerk am Fluss Chanab in Indien im Unionsterritorium Jammu und Kaschmir.

## Lage
Die Talsperre liegt bei der Ortschaft Batote im Himalaya und 150 km von Jammu entfernt im Distrikt Doda.

## Absperrbauwerk und Stausee
Das Absperrbauwerk ist eine Gewichtsstaumauer aus Beton. Sie besitzt eine Höhe von 143 m über der Gründung. Die Kronenlänge beträgt knapp 363 m. Das Dammvolumen liegt bei 2.344.000 m³.
Der Stausee bedeckt eine Fläche von 8,079 km². Das effektive Speichervolumen beträgt 15 Mio. m³, der Gesamtstauraum beläuft sich auf 475 Mio. m³.

## Wasserkraftwerk
Die Talsperre wurde hauptsächlich zum Zwecke der Stromerzeugung gebaut.
Das Wasserkraftwerk erzeugt im Erstausbau mit drei Turbinen von je 150 Megawatt eine Gesamtleistung von 450 MW. Später sind noch einmal weitere 450 MW geplant.

## Bau
Das Projekt wurde von Lahmeyer International im Auftrag der Jammu & Kashmir State Power Development Corporation (JKPDC) in Srinagar geplant. Beim Bau der Baglihar-Talsperre gab es zwei Erdrutsche, durch die der Umleitungsstollen zur bauzeitlichen Wasserableitung verschüttet wurde. Deshalb stieg das Wasser an der halb fertigen Staumauer an und überflutete die Baustelle, so dass nicht weiter gearbeitet werden konnte. Man musste von der Luftseite aus einen neuen Stollen durch die Staumauer herstellen, um das Wasser abzuleiten. Erst danach konnte das Bauwerk fertiggestellt werden.
Wegen der Nähe zu Pakistan waren beim Bau Vereinbarungen mit dem Nachbarland notwendig.